# مركز الجبل الأسود
مركز الجبل الأسود هو مركزٌ سعوديٌ تابعٌ لمحافظة الريث التابعة لمنطقة جازان، في المملكة العربية السعودية. المركز من الفئة (ب)، ورمزه 2369 حسب دليل الترميز الموحد للمناطق الإدارية بالمملكة العربية السعودية.